# Alena Ivanchenko
Alena Ivanchenko, née le 16 novembre 2003 à Novgorod, est une coureuse cycliste russe. Elle participe à des compétitions sur route et sur piste.

## Biographie
En plus de sa carrière cycliste, Alena Ivanchenko étudie la culture physique, le sport et la santé.
En 2020, elle devient double championne d'Europe de poursuite individuelle et par équipes juniors (moins de 19 ans). En 2021, toujours chez les juniors, elle décroche sur piste trois titres de championne du monde et un autre de championne d'Europe. En septembre, sur route, elle est également championne d'Europe du contre-la-montre juniors, puis devient championne du monde du contre-la-montre juniors après avoir battu la favorite britannique Zoe Bäckstedt de plus de dix secondes.
Pour 2022, elle signe un contrat avec l'équipe UAE Team ADQ à l'âge de 18 ans. Début mai, elle remporte le contre-la-montre individuel du Bretagne Ladies Tour.

## Palmarès sur piste

### Championnats du monde
- Le Caire 2021 (juniors)
  -  Championne du monde de l'américaine (avec Inna Abaidullina)
  -  Championne du monde de poursuite par équipes juniors (avec Inna Abaidullina, Alina Moiseeva et Valeria Valgonen)
  -  Championne du monde de course aux points juniors

### Coupe des nations
- 2021
  - 2e de la poursuite à Saint-Pétersbourg
  - 2e de la poursuite par équipes à Saint-Pétersbourg
  - 2e de l'américaine à Saint-Pétersbourg

### Championnats d'Europe
| Édition / Épreuve                 | Poursuite individuelle | Poursuite par équipes | Course aux points |
| Fiorenzuola d'Arda 2020 (juniors) | Or                     | Or                    |                   |
| Apeldoorn 2021 (juniors)          | Argent                 | Argent                | Or                |
| Anadia 2025 (espoirs)             |                        |                       | Or                |

### Championnats nationaux
- 2020
  -  Championne de Russie de poursuite par équipes
- 2021
  -  Championne de Russie de poursuite par équipes
  -  Championne de Russie de course à l'américaine

## Palmarès sur route
- 2019
  -  Médaillée d'argent du contre-la-montre au Festival olympique de la jeunesse européenne
  -  Médaillée de bronze de la course en ligne au Festival olympique de la jeunesse européenne
- 2021
  -  Championne du monde du contre-la-montre juniors
  -  Championne d'Europe  du contre-la-montre juniors
  - Grand Prix Velo Alanya
  - Grand Prix Gündoğmuş
  - Manavgat Side Women Junior :
    - Classement général
    - 2e étape (contre-la-montre)

  - Velo Alanya Women Junior :
    - Classement général
    - 2e étape (contre-la-montre)

  - 5e du championnat d'Europe sur route juniors
- 2022
  - 3e étape du Bretagne Ladies Tour
- 2023
  - 8e du Tour de Scandinavie

### Résultats sur les grands tours

#### Tour d'Espagne
2 participations
- 2024 : 23e
- 2025 : 47e

### Classements mondiaux
| Année                                 | 2021 | 2022 | 2023 | 2024 |
| ------------------------------------- | ---- | ---- | ---- | ---- |
| Classement UCI                        | 234e | 581e | 168e | 512e |
| UCI World Tour                        | nc   | 197e | 110e | 192e |
|                                       |      |      |      |      |
| Légende : nc = non classéSource : UCI |      |      |      |      |